# Воєвода (військове звання)
Воєвода (серб. Војвода) — вище військове звання Королівства Сербія за часів Балканських і Першої світової воєн, прирівнювалося до військового звання генерал-фельдмаршала (фельдмаршал) в інших арміях світу.

## Історія
Звання воєводи було запроваджене Законом про організацію армії Королівства Сербії від 1901 року за пропозицією тодішнього військового міністра, підполковника (згодом дивізійного генерала ) Мілоша Васича. До цього найвищим військовим званням був генерал армії.
Звання воєводи отримували правлячі монархи як головнокомандувачі армією. Крім того, під час Балканських та Першої світової воєн чотири генерали були підвищені у званні до воєводи. Також почесне звання воєводи отримав французький генерал Луї Франше д'Еспере, командувач Салоніцьким фронтом у 1918 році за звільнення Сербії.
У 1919 році колишній австро-угорський генерал-фельдмаршал Світозар Бороєвич фон Бойна мав намір отримати громадянство Королівства Сербів, Хорватів і Словенців і вступити на військову службу у званні воєводи, але йому було відмовлено у цьому.
Після 1945 року новостворена Югославська Народна Армія не продовжила використання системи військових звань Королівства Югославія, тому звання воєводи було скасоване.

## Список воєвод
| Дата присвоєння | Фото | Ім'я                       | Дата смерті / скасування             | Примітки                 |
| --------------- | ---- | -------------------------- | ------------------------------------ | ------------------------ |
| 14 січня 1900   |      | Милан Обренович            | † 11 лютого 1901                     | - Як головнокомандувач   |
| 27 січня 1901   |      | Олександр І Обренович      | † 11 червня 1903                     | - Як головнокомандувач   |
| 15 червня 1903  |      | Петро I Карагеоргієвич     | † 16 серпня 1921                     | - Як головнокомандувач   |
| 20 жовтня 1912  |      | Радомир Путник             | † 17 травня 1917                     | - Як підвищення у званні |
| 20 серпня 1914  |      | Степа Степанович           | † 29 квітня 1929                     | - Як підвищення у званні |
| 4 грудня 1914   |      | Живоїн Мишич               | † 20 січня 1921                      | - Як підвищення у званні |
| 13 вересня 1918 |      | Петар Бойович              | † 19 січня 1945                      | - Як підвищення у званні |
| 29 січня 1921   |      | Луї Франше д'Еспере        | † 8 липня 1942                       | - Почесне звання         |
| 16 серпня 1921  |      | Олександр I Карагеоргієвич | † 9 жовтня 1934                      | - Як головнокомандувач   |
| 9 жовтня 1934   |      | Петро ІІ Карагеоргієвич    | 29 листопада 1945 † 3 листопада 1970 | - Як головнокомандувач   |